# Daulet Żaksyłykow
Daulet Murzatajiewicz Żaksyłykow (ros. Даулет Мурзатайевич Жаксылыков; ur. 27 listopada 1987) – kazachski zapaśnik walczący w stylu klasycznym. Zajął piąte miejsce na mistrzostwach Azji w 2015. Siódmy w Pucharze Świata w 2017 roku.